# No Place on Earth
No place on earth es un documental estadounidense dirigido por Janet Tobias y producido por The History Channel. Fue estrenado el 10 de septiembre de 2012 en el Festival Internacional de Cine de Toronto y en los cines de Estados Unidos el 5 de abril de 2013.

## Argumento
La película muestra la investigación del neoyorquino Chris Nicola, quien, mientras exploraba el sistema cavernoso más grande de Ucrania en 1993, descubrió evidencia de que cinco familias judías vivieron allí durante dieciocho meses escondiéndose de los nazis durante el Holocausto de la Segunda Guerra Mundial. Esta historia de supervivencia subterránea es notable por ser la más larga en los registros de la humanidad.

## Antecedentes
En 1993, Chris Nicola, un exfuncionario del Estado de Nueva York, fue invitado por un amigo espeleólogo ucraniano a conocer algunas cavidades subterráneas de su país. Mientras visitaban la Gruta del Cura, al oeste de Ucrania, Nicola descubrió diversos objetos, como zapatos y alfarería. Al rescatar las piezas y enseñárselas a los lugareños, nadie le prestó atención, según él, porque creían que era el familiar de algún judío que venía a reclamar sus tierras.
En el 2002, un pariente de los que vivieron en la cueva contactó a Nicola para mostrarle un libro redactado en idioma hebreo por la abuela de las familias Stermer y Wexler. El texto, que lleva por título Luchamos por sobrevivir, fue escrito en 1960, pero nadie se interesó en él hasta que llegó Nicola.
La historia de las cinco familias que sobrevivieron 511 días en las cuevas comenzó en 1941, cuando el ejército alemán pasó de Polonia hacia el este de Ucrania para enviar a los judíos a campos de concentración nazis. En ese momento, la máxima autoridad judía, el Judenrat, le ordenó a su pueblo mudarse al gueto de Borschov, pero la matriarca del grupo se negó y mandó a los suyos a construir refugios. En octubre de 1942, el grupo ingresó a la cueva Verteba, a 510 km al suroeste de Kiev, lugar que se convirtió en su nuevo hogar. Era un ambiente oscuro, seco y cálido. Dormían hasta quince horas diarias. Cocinaban y salían a recolectar suministros en la noche, cuando había poca luz de luna, para no ser descubiertos.
El ejército alemán no era el único enemigo del que debían esconderse, sino también de los habitantes de los pueblos cercanos y de la policía ucraniana. En una ocasión, intentaron sepultarlos a todos al tapar el único acceso de la cueva. Pero no lo lograron, ya que, luego de tres días cavando, las treinta y ocho personas lograron huir a la segunda caverna que los albergó hasta el 12 de abril de 1944, día en que las tropas soviéticas los liberaron. Una vez afuera, los pobladores de la zona continuaron persiguiéndolos y dieron muerte a cuatro integrantes del grupo, pero el resto logró viajar a Estados Unidos y Canadá, donde rehicieron sus vidas.